# ひとりで飲めるもん!
『ひとりで飲めるもん!』（ひとりでのめるもん、英語: ENJOY DRINKING ALONE））は、コナリミサトによる日本の漫画作品、およびそれを原作とするテレビドラマ。『まんがタイムオリジナル』（芳文社）2017年8月号から2019年2月号まで連載された。
仕事もできて、さらに美人である化粧品会社の女性社員が安くて美味しい食事をしながら、ひとり飲みを楽しむグルメ漫画。

## 登場人物
紅河メイ（べにかわ メイ）
化粧品会社「コスメーズ」広報部所属の社員。
リーズナブルでサクッと飲めるチェーン店の食事が大好き。あまりに美味しいと張りつめた糸が切れたように頭身が縮む。

## 書誌情報
- コナリミサト 『ひとりで飲めるもん!』、芳文社〈まんがタイムコミックス〉、2019年2月15日発売、ISBN 978-4-8322-3658-5、全1巻[2]

## テレビドラマ
2021年6月4日から7月23日まで毎週金曜 23時30分 - 翌 0時00分にWOWOWオリジナルドラマとして放送。主演は大政絢。

### あらすじ
化粧品会社「コスメーズ」の広報部に勤務する28歳の紅河メイ（大政絢）は、容姿端麗な上、若くして広報部のリーダーに抜擢される仕事ぶりから社内では一目置かれる存在。しかし、その分、やっかみも多かった。誰もがうらやむ美貌とスタイルゆえ、食には相当気を使っていると周りから噂される。
実は彼女には、そんなイメージとは正反対の、知られざる裏の顔があった。仕事帰りの飲食チェーン店でのひとり飲みが、メイにとって自分への何よりのご褒美だ。メイは至福の一杯に酔いしれ、ひたすらおいしいものをリーズナブルに食べ、今日をリセットしていく。

### キャスト
紅河メイ
演 - 大政絢
化粧品会社「コスメーズ」の社員で、広報部に所属しチームリーダーを務める。誰もが憧れる美しさと能力を持つスタイリッシュな彼女の趣味が、意外にもチェーン店でのひとり飲みなことはあまり知られていない。
朝丘類次
演 - 桐山漣
老舗化粧品会社「美勢堂」の広報マン。「ややっ」が口癖。いつもヘラヘラ笑っている。ゆるふわパーマとアゴヒゲがトレードマークの、何を考えているかわからないチャラチャラした男だが、敏腕らしい。
烏丸ゆり
演 - 大友花恋
「コスメーズ」の広報部に転属になった新人広報部員。仕事に対して誰よりも情熱はあるが、実力がついていかずミスを繰り返してしまう。タイマーが壊れた爆弾娘。
後藤若菜
演 - 谷村美月
メイの同僚で同期社員。メイの良き相談役。
緒形紘一
演 - 村杉蝉之介
「コスメーズ」広報部長。メイの直属の上司。
師匠
演 - 飛永翼（ラバーガール）
メイの前に現れてはチョイ飲みアレンジを示唆する謎の男。
是枝蝶子
演 - 紫吹淳
「コスメーズ」取締役。メイの元直属の上司。
紅河明一
演 - 長谷川初範
メイの父。某大企業の専務。
紅河玲香
演 - 菊池桃子
メイの母。エステサロンの店長。

### スタッフ
- 原作 - コナリミサト 『ひとりで飲めるもん!』（芳文社刊）
- 監督 - 二宮崇、進藤丈広、下向英輝
- 脚本 - 横田理恵、水橋文美江、井上季子
- 音楽 - 鈴木ヤスヨシ
- 主題歌 - SPiCYSOL 「So What」（Warner Music Japan）[9]
- プロデューサー - 宮田徹[6][7]
- 制作 - WOWOW、The icon

### 放送日程
| 各話  | 放送日        | 飲食チェーン           |
| ----- | ------------- | ---------------------- |
| 1軒目 | 2021年6月04日 | 天丼てんや             |
| 2軒目 | 2021年6月11日 | 餃子の王将             |
| 3軒目 | 2021年6月18日 | 吉野家                 |
| 4軒目 | 2021年6月25日 | はなまるうどん         |
| 5軒目 | 2021年7月02日 | かつや                 |
| 6軒目 | 2021年7月09日 | フォルクス             |
| 7軒目 | 2021年7月16日 | カレーハウスCoCo壱番屋 |
| 8軒目 | 2021年7月23日 | あきんどスシロー       |